# Clara Hätzlerin
Clara Hätzlerin (Augsburgo, c. 1430-probablemente 1476 o el año siguiente) fue una escriba del siglo XV.  Es la única mujer documentada que hizo copias manuscritas de códices alemanes a cambio de un sueldo. Sus escritos pueden encontrarse en los libros de impuestos de Augsburgo entre 1452 y 1476. 

## Trayectoria
Clara Hätzlerin procedía de una familia de notarios de Augsburgo. Su padre, Bartholomäus, fue un escribano que, como representante autorizado de los ciudadanos, resolvía sus reclamaciones legales. Está documentado en los libros de impuestos entre 1409 y 1443, así como en una entrada del Libro de Misivas de Augsburgo y como testigo en una carta de deuda de Marx Lang.  Cuando Bartholomäus murió en 1444/45, su hijo mayor Bartholomäus, que fue documentado como notarius publicus entre 1451 y 1496, asumió el cargo y, con ello, también la obligación tributaria.
El editor del cancionero, Carl Haltaus, no pudo encontrar más información sobre Clara Hätzlerin en 1839 y la consideró «una monja de Augsburgo que llenaba sus horas de ocio escribiendo canciones de su tiempo, como era costumbre en los conventos de la época».  Este malentendido surgió porque en el siglo XV las mujeres eran representadas frecuentemente como escritoras, pero no fuera del ámbito clerical. La suposición de que Clara era una monja escritora se cuestionó cuando se analizó el cancionero, ya que contiene algunas canciones "ofensivas". La prueba más concluyente la proporcionan los libros de impuestos de Augsburgo, que muestran que Clara pagó impuestos en la casa de su padre durante veinticuatro años, lo que nunca podría haber hecho como monja, ya que sus bienes habrían ido a parar al convento en este caso.
La profesión de escriba y escribano profesional es un fenómeno del siglo XV, época en la que floreció el comercio de la escritura y creció la demanda de literatura comercial. La ciudad de Augsburgo desempeñó un papel pionero en este campo, con una lista de más de 30 escribas documentados. Los escribas contratados eran principalmente legos que producían copias baratas de manuscritos para el público copiándolos a mano y ya no, como había sido habitual hasta entonces, miembros del clero especializados en la decoración artística de magníficos manuscritos. Además de Clara Hätzlerin, pertenecían a este grupo los calígrafos Heinrich Molitor y Heinrich Lengefeld y Konrad Bollstatte. Era bastante común que los mecanógrafos profesionales trabajaran a tiempo parcial en mecanografía pública, jurídica o administrativa. Hätzler también trabajó con su padre Bartholomäus Hätzler y su hermano del mismo nombre. Como trabajo secundario, hacía copias manuscritas de libros encargados. Algunos manuscritos de su pluma, que son en su mayoría manuscritos prácticos, han sobrevivido hasta nuestros días.

## Estudios Medievales Alemanes
Clara Hätzlerin no fue una autora sino una copista de manuscritos medievales. Por esta razón, recibió muy poca atención en los estudios medievales alemanes. Sin embargo, investigaciones recientes muestran su importancia, especialmente en el campo de la paleografía. Escribió sus textos con una escritura muy legible y cuidadosamente elaborada, que los paleógrafos a menudo consideran como el prototipo de la bastarda de la cancillería del siglo XV.  Además, la designación uniforme del escriba al final de todos los códices hizo posible su inclusión en el proyecto DAmalS  del Instituto de Germanística de la Universidad de Graz. Los medievalistas intentan identificar los autores de los manuscritos con ayuda de bases de datos y utilizan los manuscritos de Hätzlerin como comparación paleográfica.

## Obras
Hasta la fecha se conocen ocho manuscritos suyos. En la literatura de investigación se da ocasionalmente el número nueve cuando el manuscrito en dos partes de Der Heiligen Leben se cuenta como dos obras. Son libros de derecho, literatura de caza, una obra sobre misticismo y magia y el manuscrito compuesto Liederbuch. Los ocho códices son datados entre 1465 y 1473 y se le atribuyen porque ella misma firmó la mayoría.